# (72657) 2001 FM46
(72657) 2001 FM46 – planetoida z pasa głównego asteroid okrążająca Słońce w ciągu 5,42 lat w średniej odległości 3,08 j.a. Odkryta 18 marca 2001 roku.